# Consistoire Koblenz

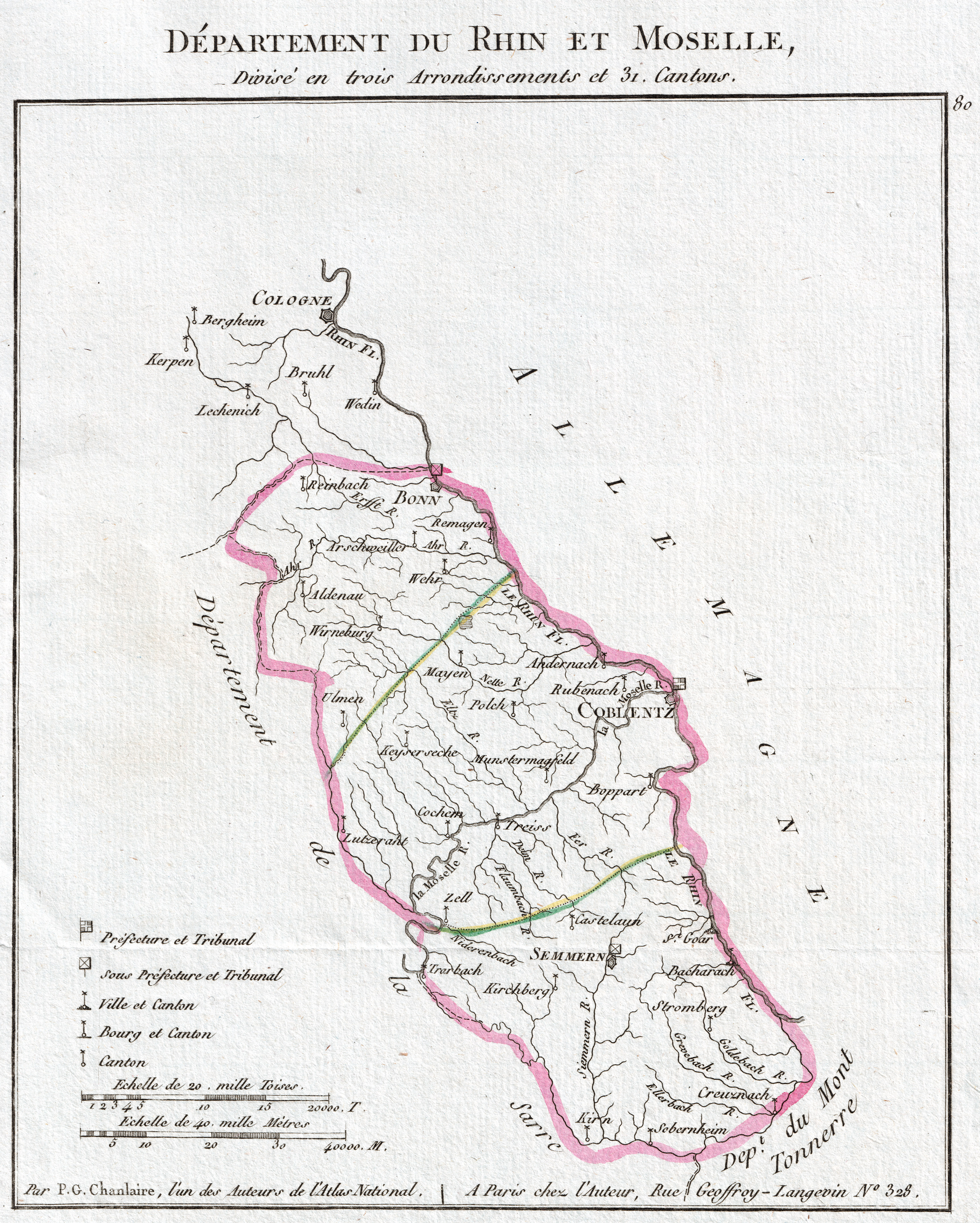
Karte des Departments Rhin-et-Moselle

Das Consistoire Koblenz, mit Sitz in der Stadt Koblenz, wurde wie das Consistoire central israélite und weitere zwölf regionale Konsistorien von Napoleon durch ein kaiserliches Dekret vom 15. März 1808 geschaffen. Die linksrheinischen Gebiete waren bis 1814 in das Territorium des französischen Staates eingegliedert. Am 22. September 1810 wurde das Konsistorium nach Bonn verlegt.

## Aufgaben
Die Konsistorien, die einen halbstaatlichen Status erhielten, sollten nach protestantischem Vorbild die inneren Angelegenheiten der jüdischen Glaubensgemeinschaft regeln. Das Konsistorium hatte den Kultus zu verwalten, die Juden zur Ausübung nützlicher Berufe anzuhalten und den Behörden die jüdischen Rekruten zu benennen.
In der dreigliedrigen hierarchischen Struktur stand oben das Consistoire central israélite (Zentrales Konsistorium) in Paris, dem die regionalen Konsistorien (Consistoires régionaux) unterstanden, und diesen waren die einzelnen jüdischen Gemeinden (communautés juives) untergeordnet. Die Konsistorien hatten die Aufgabe, die Religionsausübung innerhalb der staatlichen Gesetze zu überwachen und die Steuern festzulegen und einzuziehen, damit die Organe der jüdischen Konfession ihre Ausgaben bestreiten konnten.
Jedes regionale Konsistorium besaß einen Großrabbiner und vier Laienmitglieder, die von den jüdischen Notabeln der angeschlossenen Gemeinden gewählt wurden. Der Großrabbiner war Abraham Auerbach (1763–1846).
Nach der Niederlage Napoleons 1814 wurden die linksrheinischen Gebiete auf dem Wiener Kongress neu aufgeteilt und die französischen Gesetze über die Organisation der jüdischen Bewohner galten in den Gebieten, die an Preußen gefallen waren fort. 1847 verabschiedete der erste vereinigte Preußische Landtag das Gesetz über die Verhältnisse der Juden und schaffte das rheinische Konsistorialsystem (Bonn, Krefeld und Trier) ab.

## Gemeinden
Das Konsistorium Koblenz war für die jüdischen Gemeinden des Départements Rhin-et-Moselle zuständig. 1808 lebten im Département 4.063 jüdische Bürger (Citoyen).
Angeschlossene jüdische Gemeinden:
- Jüdische Gemeinde Koblenz (1808 mit 342 Personen)